# Couvent des Augustins de Toulouse
Un premier couvent des Augustins de Toulouse fut fondé en 1268 à Toulouse pour des religieux de l'ordre des Ermites de saint Augustin (O.E.S.A.) hors les murs, près de la porte Matabiau. En janvier 1309, pendant le séjour du pape Clément V à l'abbaye de Bonnefont, ils ont sollicité l'autorisation d'acheter des propriétés pour s'établir à l'intérieur de la ville. Après son accord, le couvent actuel est construit, entre 1310 et 1341, à l’angle de la rue du Musée et de la rue des Arts. Il fut supprimé en 1790 et abrite aujourd'hui le musée d'art de Toulouse.
L'édifice est classé au titre des monuments historiques depuis 1840 (parties médiévales) et inscrit (escalier Darcy) depuis 1990.

## Historique

### La construction du couvent
En 1269, une communauté d'Ermites de saint Augustin (O.E.S.A.) fut fondée en dehors de la ville de Toulouse, près de la porte Matabiau, grâce au chapitre des chanoines réguliers de Saint-Sernin (C.R.S.A.) qui s'engagea à y construire un couvent, en échange de terres et de droits que les nouveaux arrivants lui concédèrent à partir des donations dont ils avaient déjà bénéficié. Comme il arrive fréquemment dans l'histoire des fondations religieuses, le premier lieu d'implantation s'avéra inadéquat aux besoins de la communauté.
En 1309/1310, les ermites de saint Augustin obtinrent du pape Clément V l'autorisation de vendre leur première fondation et d'acquérir l'emplacement actuel pour y construire les bâtiments qui subsistent actuellement à l'intérieur des murs de la cité, sur le territoire de la paroisse Saint-Étienne. Les chanoines de Saint-Sernin commencèrent à s'opposer à ce transfert et finirent par vendre trois maisons aux religieux, en 1326, pour le prix de 3 500 florins en échange d'une partie de la cire et des draps reçus par les Augustins à chaque sépulture.
Jean de Lobres, maître-d'œuvre de la cathédrale Saint-Étienne de Toulouse participa à la construction du chevet de l'église. Celui-ci est composé de trois chapelles ouvrant directement sur la large nef unique, sans transept, avec, en partie haute, une disposition de pans coupés. Cette organisation de l'église est caractéristique du style gothique méridional. En 1341, les fondations du couvent sont suffisamment avancées pour qu'un chapitre provincial de l'ordre s'y tienne.
L'église est alors érigée complètement et reçoit un décor peint ressemblant aux peintures de l'Espagne du nord dans la première moitié du XIVe siècle et de miniatures produites dans le milieu royal à l'époque de Philippe le Bel. Le clocher en forme de campanile est construit sur plan carré et à proximité du chœur. L'accès se fait par l'ouverture qui donne aujourd'hui dans la sacristie. La construction de la partie orientale du cloître débute dès l'année 1341. Les trois autres parties ne sont commencées qu'en 1396 par le pierrier Jean Maurin. Puis 90 ans plus tard, en 1396, le cloître est achevé.
Par ses largesses, Louis Ier d'Anjou, lieutenant du roi en Languedoc entre 1364 et 1380, a contribué à la construction et l'embellissement de la chapelle Notre-Dame-de-Pitié située à l'est du grand cloître et dont la porte est ornée de ses armoiries

### L'incendie de 1463
À partir du 7 mai 1463 et durant près de quinze jours, à cause de l'imprudence d'un boulanger, un incendie ravagea une grande partie de la ville de Toulouse. Comme pour le couvent des Carmes, la plupart des toits du couvent des Augustins s'effondrèrent. Une partie des archives du couvent est détruite. 
À l'aide des fidèles et de l'Église, la construction du toit reprit dès l'année 1495 avec les maçons Martin Pujol et Pierre d'Arroye. Les travaux furent alors rapidement conduits et la nouvelle consécration de l'édifice fut célébrée le 30 juin 1504.

### Le déclin du couvent
Le couvent héberge jusqu'à deux cents moines aux XIVe et XVe siècles. Mais rapidement, ce nombre diminue, et ils ne sont plus que cent quarante en 1518, soixante en 1649 et trente-et-un en 1680 pour être réduits à quelques-uns au moment de la Révolution. De plus, en 1542, le couvent est victime d'un pillage des livres et des archives de la bibliothèque, des objets liturgiques et des meubles précieux. Le 14 septembre 1550, jour de la fête de l'Exaltation de la Sainte Croix, la foudre s'abat sur le clocher. La flèche et les étages supérieurs sont détruits et provoquent de nombreux dégâts alentour. Cet événement entraîne le déclin du couvent : les difficultés financières et matérielles sont telles que la reconstruction du clocher n'est pas réalisée : le clocher fut amputé d'un étage et demi.
En mai 1562, dans le contexte des mesures qui furent prises à la suite de la révolte des Huguenots, trois augustins furent fouettés en public pour avoir quitté leur couvent, apostasié, et s'être mariés avec trois religieuses augustines. Dans la foulée, toutes les religieuses augustines de Toulouse passèrent à la Réforme protestante, à l'exception d'une seule, et leur maison fut donnée aux Jésuites (chapelle des pénitents noirs).

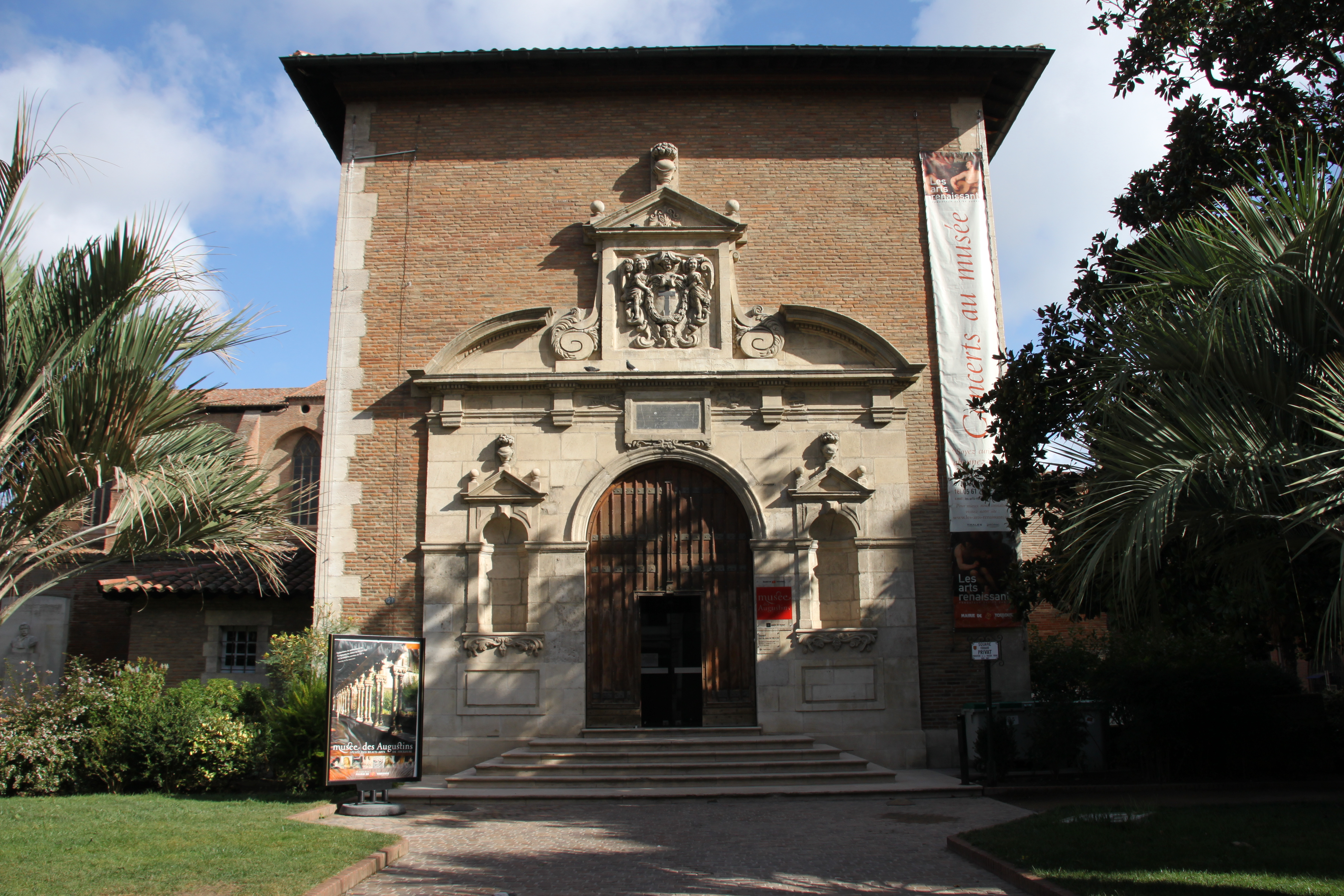
Chapelle Notre-Dame de la Pitié du couvent des Augustin

### Le couvent des Augustins bien national
Par décret du 2 novembre 1789, le couvent devient bien national et est désaffecté dès la suppression des ordres monastiques en 1790. 

### Création du musée des Augustins
En 1791, il est d'abord prévu de consacrer l'église et une partie du couvent pour établir une paroisse sous le vocable de Saint-Augustin avant d'abandonner ce projet.
Le 30 décembre 1792, le citoyen François Bertrand, professeur de peinture à l'Académie royale de peinture, sculpture et architecture de Toulouse et à son école spéciale, a proposé au cours d'une réunion de cette Académie la création d'un musée rassemblant toutes les œuvres les plus précieuses se trouvant dans le département de Haute-Garonne et des départements voisins.
En 1793, le réfectoire et une partie des dépendances du couvent sont vendus à Suzanne Azimon, veuve Verdier, qui y établit un lieu de vente du fourrage. 
Le 22 frimaire an II (12 décembre 1793), le conseil du département de Haute-Garonne a arrêté « qu'il serait fait un choix de tous les monuments publics transportables : que les gravures, bas-reliefs, dessins, tableaux, statues, vases médailles, antiquités, cartes géographiques, plans, reliefs, modèles, machines, instruments et généralement tous autres objets intéressant les arts, l'histoire et l'instruction dont la nation avait le droit de disposer, seraient recueillis et que toutes ces productions du génie rassemblées formeraient une galerie qui prendrait le titre de “Muséum du Midi de la République” ». C'est l'église des Cordeliers qui est d'abord désignée pour recevoir ces œuvres, mais jugée trop isolée et éloignée, c'est finalement l'église des Augustins qui est choisie,.
Le musée d'art de Toulouse est ouvert le 27 août 1795.
L'école des Arts qui se trouvait dans l'hôtel de ville est transférée en 1804 dans des salles annexes du musée avant de les quitter en 1892.